# Paradela (Mogadouro)
Paradela é uma povoação portuguesa sede da Freguesia de Paradela do Município de Mogadouro, freguesia com 20,45 km² de área e 127 habitantes (censo de 2021), tendo, por isso, uma densidade populacional de 6,2 hab./km².

## Demografia
A população registada nos censos foi:
| Ano  | 0-14 Anos | 15-24 Anos | 25-64 Anos | > 65 Anos |
| 2001 | 13        | 16         | 85         | 59        |
| 2011 | 18        | 10         | 71         | 57        |
| 2021 | 10        | 10         | 57         | 50        |

## Aldeias
A freguesia é composta por duas aldeias:
- Paradela
- Quinta do Salgueiro